# Йоро (місто)
Йоро (ісп. Yoro) — місто і муніципалітет в північній частині Гондурасу, адміністративний центр департаменту Йоро.

## Географічне Розташування
Місто розташоване в південній частині департаменту. Абсолютна висота — 660 метрів над рівнем моря. Площа муніципалітету становить 2277,2 км.

## Населення
За даними на 2013 рік чисельність населення становить 23 155 осіб.
 Динаміка чисельності населення міста по роках: 
| 1988  | 2001   | 2013   |
| ----- | ------ | ------ |
| 9 200 | 14 069 | 23 155 |